# ロクタロー
『ロクタロー』は、1998年10月から1999年3月26日まで、毎週金曜日深夜26:20から26:50にフジテレビで放送されたバラエティ番組である。全24回

## 出演者
- ジョビジョバ（石倉力、木下明水、坂田聡、長谷川朝晴、マギー、六角慎司）

## 概要
『さるしばい』（フジテレビ系）に続くジョビジョバをメインとした番組で、アドリブのコントを含めた多数のショートコントで構成されていた。
マギーによれば、ジョビジョバの舞台の手法をテレビに持ち込んでおり、収録ネタは徹底的にリハーサルし、本番は一発撮りで行われた。
構成作家は、マギーが本名の児島雄一名義で自ら務めたほか、福田雄一や宮藤官九郎、細川徹といった劇場上がりの作家も参加していた。

## 主なコーナー
10 Minutes Challenge!
2つのキーワードテーマと3人の出演者をくじで決め、10分間でコントを作り上げる。演じたコントは週替わりのゲストに評価してもらう。

### コント
幸せ家族
名作ドラマ『岸辺のアルバム』のオマージュ。ある家族の両親が重大な秘密を抱えており、最終回でそれが発覚する。
YEAH!
ジョビジョバの代表作「はりこみ」等を元にした、リズムとテンポが特徴的なコント。
山田君
『笑点』の山田隆夫をモデルにした、木下の一人コント。最後は「飲み会で知り合ったヤンキーに刺殺」という壮絶な結末で、ラスト2回はビデオ未収録となっている。
キネマの天使
映画のために土木業を営んでいる土木作業員（マギー）、アニメ以外は何でも詳しい土木作業員のぶんちゃん（坂田）と、毎回なじられるバイト君（石倉）によるコント。
Mighthy's Talk
居眠り、差別など超ワンマンの司会者・マイティ菅原のトークショー。
ビギン
「ビギン」に関係しているような3人組バンドによるコント。ボーカル無視でトークを繰り広げ、右のギター（マギー）はメンバーからさらに心を閉ざしているが、特に問題なくツアーを回る。
ミッキーさん
三ツ木ボクシングジムのトレーナー（通称：ミッキーさん）とセコンド2人とボクサーによるコント。
C.W.ニコル部
6人のC.W.ニコルが自然破壊を憂い、いざログハウスを飛び出し行動を起こそうとするコント。しかし、ホーキンスの靴ヒモがほどけていたり、倉本聡にお歳暮のハムを送り忘れていたことに気を取られたりして、結局出かけられないというオチになる。

## テーマ曲
- Plastilina Mosh(英語版記事)『Mr. P. Mosh』 - オープニングテーマ

オープニングでは『Mr. P. Mosh』の冒頭部分に合わせ、スーツ姿のメンバーが横一列に並んで行進し、最後に右手を振り下ろしながら一礼する映像が流れた。

## 出版物

### ビデオ
- ロクタロー（赤盤・白盤）（ポニーキャニオン、1999年4月21日発売） - 2014年7月16日にDVDとして再版された[2]。

## スタッフ
- 構成：児島雄一、福田雄一、宮藤官九郎、細川徹
- 技術：ニューテレス
- 監修：荒井昭博
- 演出：次廣靖
- 制作プロデュース：波多野健
- プロデュース：徳光芳文
- 制作：フジテレビ、イースト